# Gonnord
Gonnord est une ancienne commune française située dans le département de Maine-et-Loire en région Pays de la Loire, qui a existé de la fin du XVIIIe siècle jusqu'au 31 décembre 1973. Au 1er janvier 1974, elle a fusionné avec Joué-Étiau pour devenir Valanjou.

## Toponymie
Formes anciennes du nom de Gonnord : Gonnor ; Gonnord en 1793 et 1801.

## Histoire
Au Moyen Age, Gonnor(d) fut une seigneurie liée féodalement à Vihiers et Passavant, et dépendant, comme Thouarcé, des sires de Chemillé. Eustachie de Chemillé épouse Geoffroi Ier de Doué (1re moitié du XIIe siècle), puis leur arrière-petite-fille Eustachie de Doué, aussi dame de Doué, Gençay et Thouarcé, marie Barthélemy III de L'Isle-Bouchard († vers 1300).  
- Ces derniers sont les quadrisaïeuls de Jeanne de L'Isle-Bouchard[3] (sœur cadette de Catherine), qui transmet Gonnor et Thouarcé à l'un de ses quatre époux, Perceval Chabot[4], sgr. de Liré et La Turmelière (mariage vers 1432). Leur arrière-petite-fille Renée-Catherine Chabot épouse en 1504 Jean du Bellay (né vers 1480-† vers 1523) : ils sont les parents de René du Bellay, gouverneur de Metz, et du grand poète Joachim (vers 1522-1560)[5].

Le 26 juin 1532, ledit René du Bellay, sire de Liré et de Gonnor (né vers 1507-† 1551/1552 ; son fils Claude de Gonnor, mort jeune vers 1562, eut pour tuteur son oncle le poète), vend au maréchal de Cossé, Artus de Cossé-Brissac (1512-1582), dont deux des trois filles héritèrent de Gonnord : - Renée de Cossé, fille aînée, comtesse de Secondigny, mariée sans postérité à Charles de Montmorency-Damville ; puis - Jeanne de Cossé, la cadette, femme en 1572 de Gilbert Gouffier, duc de Roannais (1553-1582), 
- d'où le duc Louis (1575-1642), dont le fils cadet Charles-Louis Gouffier (1604-1671), comte de Gonnor(d) et de Maulévrier, enfante Louis Gouffier, le chevalier de Gonnord (v. 1648-1734).

Mais dès 1657, Charles-Louis Gouffier cède Gonnord à Claude de Boylesve de La Guérinière (1611-1673), baron du Puy-du-Fou, d'Oulmes, Courdeault et Saint-Sigismond, sgr. de La Bourgonnière, acquéreur de l'Hôtel Carnavalet à Paris en 1654, intendant des Finances, partisan ; sa fille Gabrielle de Boylesve marie Pierre de La Forest d'Armaillé, qui est dit seigneur de Gonnor en 1695. 
Enfin, retour aux Cossé-Brissac avant la Révolution par le mariage en 1781 de François-Artus-Hyacinthe-Timoléon de Cossé-Brissac (1749-1803 ; frère cadet du duc Hyacinthe-Hugues-Timoléon de Cossé) avec Marie-Camille-Adélaïde, fille du marquis Pierre-Ambroise de La Forest d’Armaillé : Postérité.
La commune paye un lourd tribut lors de la guerre de Vendée. Le 23 janvier 1794, la 5e colonne du général Crouzat de passage à Gonnord fait enterrer vivants 30 enfants 2 femmes et fusiller 200 habitants,.  C'est ensuite au tour du général Grignon d'écrire qu'il a « fait tuer quantité d'hommes et de femmes » le 9 avril de la même année.
En 1974, la commune a fusionné avec celle de Joué-Étiau pour former la nouvelle commune de Valanjou.

## Administration
| Période                                  | Période | Identité                           | Étiquette | Qualité    |
| ---------------------------------------- | ------- | ---------------------------------- | --------- | ---------- |
| 1782                                     | 1800    | René Lambert                       |           |            |
| An IX                                    | 1808    | Joseph Fidèle Boisard              |           |            |
| 1808                                     | 1816    | Victor-Joseph-René Rompillon       |           |            |
| 1816                                     | 1826    | Etienne Barnabé Mesnard (Ménard)   |           |            |
| 1826                                     | 1830    | Simon Guillaume Claude Burolleau   |           |            |
| 1830                                     | 1834    | Dominique Gervais François Girault |           |            |
| 1834                                     | 1837    | Michel Victor Prieur               |           |            |
| 1837                                     | 1846    | Jean Rouillard                     |           |            |
| 1846                                     | 1890    | Victor Eugène Désiré Prieur        |           |            |
| 1890                                     | 1891    | Aimé Victor Vallée                 |           |            |
| 1892                                     | 1894    | Jean Retailleau                    |           |            |
| 1894                                     |         | Auguste Matignon                   |           |            |
| 1912                                     |         | Jean Bureau-Jolivet                |           |            |
| 1925                                     |         | Joseph Laulaigne                   |           | Médecin    |
| 1935                                     |         | Joseph Matignon                    |           |            |
| 1945                                     |         | Jacques Bertrand                   |           |            |
| 1953                                     |         | Joseph Matignon                    |           |            |
| 1965                                     |         | Marie-Germaine Delestre            |           | Pharmacien |
| 1971                                     | 1973    | Georges Godicheau                  |           | Commerçant |
| Les données manquantes sont à compléter. |         |                                    |           |            |

## Démographie
| 1793  | 1800 | 1806  | 1821  | 1831  | 1836  | 1841  | 1846  |
| ----- | ---- | ----- | ----- | ----- | ----- | ----- | ----- |
| 1 805 | 828  | 1 255 | 1 843 | 1 838 | 1 879 | 1 860 | 1 764 |

| 1851  | 1856  | 1861  | 1866  | 1872  | 1876  | 1881  | 1886  |
| ----- | ----- | ----- | ----- | ----- | ----- | ----- | ----- |
| 1 774 | 1 733 | 1 651 | 1 703 | 1 712 | 1 701 | 1 605 | 1 579 |

| 1891  | 1896  | 1901  | 1906  | 1911  | 1921  | 1926  | 1931  |
| ----- | ----- | ----- | ----- | ----- | ----- | ----- | ----- |
| 1 517 | 1 394 | 1 358 | 1 353 | 1 351 | 1 320 | 1 319 | 1 291 |

| 1936  | 1946  | 1954  | 1962  | 1968  | 1973 | - | - |
| ----- | ----- | ----- | ----- | ----- | ---- | - | - |
| 1 270 | 1 229 | 1 308 | 1 218 | 1 229 | -    | - | - |

## Lieux et monuments
Château de Gonnord : château partiellement ruiné : des XIe puis XVe – XVIe siècles (de style Renaissance après que le château médiéval fut détruit pendant la Guerre de Cent Ans puis les Guerres de religion), incendié à deux reprises lors des Guerres de Vendée.

## Personnalités liées
- Hippolyte Fournier (1853-1926), artiste, résida et mourut dans cette ville.